# FK Dynamo Moskva
FK Dynamo Moskva (Russisk: Футбольный Клуб Динамо Москва) er en russisk fodboldklub, der har hjemmebane på Dynamo Stadion i Moskva. Dynamo Moskva er en af de ældste og mest traditionsrige klubber i Rusland. Dynamo-sportsforbundet blev dannet i 1923 på forordning af den berygtede Feliks Dzerzjinskij, grundlæggeren af NKVD. Holdene under Dynamo-sportsforbundet blev således affilieret med politiet og efterretningstjenesten. Dynamo Moskva bliver af samme grund ofte hånet af modstandernes fans og bliver kaldt "Affald", som er slang for politiet i Rusland.
Med NKVD (og senere KGB) i ryggen blev Dynamo Moskva hurtigt klart det stærkeste fodboldhold i Sovjetunionen. I takt med at fodbold op igennem 1930'erne blev stadig mere populært, blev klubben hurtigt et prestigeprojekt for diverse chefer for NKVD. Til de vigtigste kampe sad chefen for NKVD altid i loungen og holdt hof. Især var Lavrentij Pavlovitj Berija, som selv havde været en habil spiller i sin ungdom, en stor fan af klubben.
I 30'erne, 40'erne og især i 50'erne var Dynamo, sammen med Spartak og CSKA Moskva, det stærkeste hold i Sovjetunionen, men siden er det gået stærkt ned ad bakke. Dynamo vandt således sit sidste mesterskab helt tilbage i 1976 og sin sidste pokalturnering i 1984.
Siden tilbragte klubben en mere eller mindre anonym tilværelse, indtil en af Ruslands rigeste mænd, Aleksej Fedorytjev, overtog klubben. Fedorytjev spillede som ung i klubben og var meget opsat på at genskabe dens fordums styrke. Aleksej Fedorytjevs engagement i klubben afstedkom nogle opsigtsvækkende indkøb til den efterhånden lille Moskva-klub. Således spenderede man hele 20 millioner euro på de portugisiske landsholdspillere Maniche og Costinha, ligesom mange andre internationale stjerner, som f.eks. Derlei, er blevet indkøbt. Selvom Aleksej Fedorytjev eftersigende på to år har brugt mere end 500 millioner danske kroner på klubben, har dens resultater været særdeles skuffende.

## Links
- FK Dynamo Moskva Arkiveret 24. februar 2011 hos  Wayback Machine (russisk)